# 태극5장
태극5장은 태권도 품새 중 하나로 팔괘에서 ☴, "風", "손"을 의미한다. 태극5장은 국기원/WT의 태권도 4급 과정으로, 다음 등급(3급)으로 승급하기 위해 이 형태를 수련한다.

## 같이 보기
- 태극1장
- 태극2장
- 태극3장
- 태극4장
- 태극5장
- 태극6장
- 태극7장
- 태극8장

## 참고 자료
“poomsae styles”. 세계 태권도 연맹. 2015년 1월 18일에 원본 문서에서 보존된 문서. 2023년 8월 5일에 확인함.